# Coast Guard Air Station San Diego
 (mars 2019).
Si vous disposez d'ouvrages ou d'articles de référence ou si vous connaissez des sites web de qualité traitant du thème abordé ici, merci de compléter l'article en donnant les références utiles à sa vérifiabilité et en les liant à la section « Notes et références ».
U.S. Coast Guard Air Station San Diego (CGAS San Diego) est une base aérienne de la garde côtière basée à San Diego, Californie, États-Unis, en face de l'aéroport international de San Diego. CGAS San Diego exploite trois hélicoptères MH-60T Jayhawk.
CGAS San Diego est également adjacent au secteur San Diego qui opère deux bateaux de sauvetage de 41 pieds, deux bateaux pneumatiques à coque rigide de 21 pieds, un modèle RB-HS de 25 pieds et  trois RB-S de 25 pieds. Les SPC-LE de 33 pieds possèdent trois moteurs Mercury Marine de 275 chevaux ainsi que des systèmes électroniques parmi les plus avancés du marché.
La base aérienne est physiquement séparée du reste de l'aérodrome, ce qui oblige les aéronefs à voilure fixe de l'USCG à traverser une route à six voies pour se rendre sur la piste ; un système ouvre les portes verrouillées de l'aérodrome et arrête également la circulation lorsque les avions traversent la rue.

## Historique

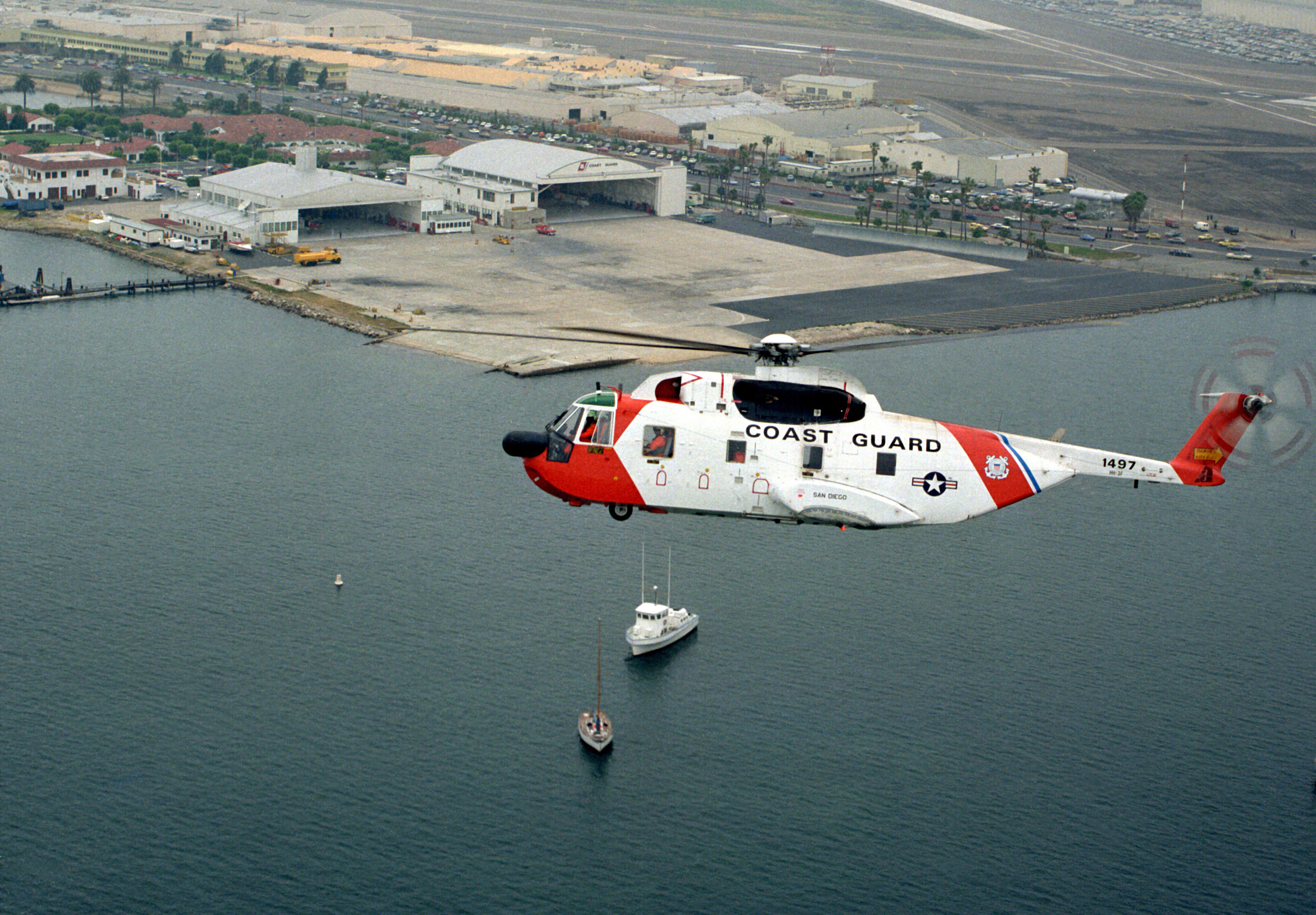
Un HH-3F devant CGAS San Diego, 1981.

Lindbergh Field a ouvert ses portes le 16 octobre 1934 sur la Pacific Highway. Le terminal est de l’aéroport international de San Diego a ouvert ses portes le 6 mars 1967 et le terminal ouest a ouvert ses portes le 11 juillet 1979. Un nouveau terminal de banlieue a été inauguré le 23 juillet 1996. Il s'agit d'une installation autonome à service complet avec quatre portes utilisées par sept navetteurs, permettant aux compagnies aériennes à traiter 25 000 passagers chaque jour. La construction de l'extension du terminal ouest a pris fin en novembre 1997. Chaque année, près de 14 millions de passagers transitent par Lindbergh Field. Les 27 compagnies aériennes de transport de passagers et de fret effectuent plus de 500 vols chaque jour depuis les pistes.
Le 11 décembre 1935, les négociations entre la ville de San Diego et le gouvernement des États-Unis aboutirent à la cession d'un terrain de 9 hectares pour la construction d’un aérodrome de la Garde côtière adjacent à Lindbergh Field, l’aéroport municipal. Ce projet a bénéficié du soutien de nombreuses personnes et agences, notamment de la commission du port de San Diego et de la chambre de commerce. La zone réservée à cette station a été cédée gratuitement à la Garde côtière, après l’approbation des citoyens de San Diego, lors d’élections municipales tenues en avril 1935.
La construction de la base aérienne a été entreprise en 1936 avec des fonds fournis par l'Administration fédérale des travaux publics. La zone de la baie devait être draguée, puis remplie et ramenée au niveau du sol. Le contrat prévoyait un hangar avec un abri, un réfectoire, une caserne, deux tabliers, une piste d'atterrissage et une petite rampe d'hydravion en bois. Pendant et avant cette période, un détachement aérien de la Garde côtière était maintenu sur le terrain de Lindbergh dans la moitié d'un hangar commercial.
En avril 1937, la base aérienne est mise en service. Le premier officier commandant était LT S.C. Linholm, qui devint plus tard commandant du onzième district de la Garde côtière. Un détachement de patrouille aérienne était toutefois actif à San Diego entre 1934 et 1937. À l'époque, il s'agissait de la seule base aérienne des garde-côtes en Californie.

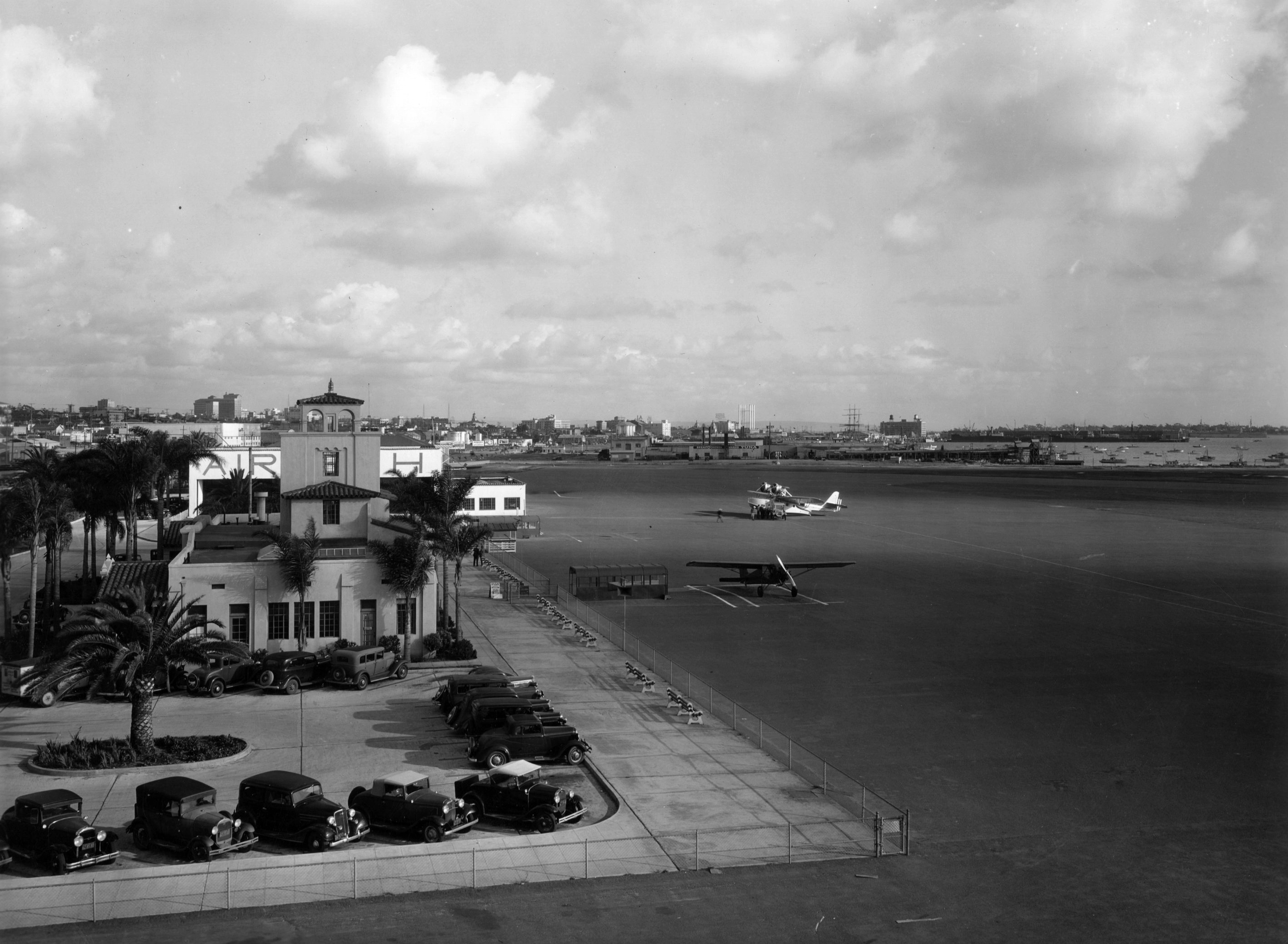
CGAS San Diego, vers 1938

La déclaration de guerre de 1941 n'a entraîné aucun changement radical dans la base aérienne de la Garde côtière à San Diego. L'unité a continué à surveiller et à signaler les activités des bateaux de pêche dans la région, à fournir une assistance en cas de détresse et à assurer le transport aérien pour les autres ministères. Les opérations de sauvetage air-mer ont été au centre des préoccupations à partir d’octobre 1943. Entre le 1er janvier et le 1er décembre 1944, un total de 124 avions sont tombés dans les eaux couvertes par cette unité. Parmi les 201 pilotes et membres d'équipage impliqués, 137 ont été sauvés, 59 ont été tués sur le coup par des collisions en vol ou par l'impact avec l'eau, deux sont portés disparus et trois qui auraient pu être sauvés ont été perdus à cause d'un équipement inadéquat ou de l'impossibilité de les localiser rapidement.
En avril 1997, le port de San Diego a lancé un plan directeur pour l’aéroport international de San Diego. Le plan vise à apporter des améliorations progressives et rentables à SDIA afin de répondre à la demande de services aériens à court terme de la région, tandis qu'une stratégie de transport aérien à long terme est élaborée en collaboration avec l'Association des gouvernements de San Diego (SANDAG). et d'autres agences de transport.